# Zelfgelijkvormigheid

Zelfgelijkendheid in sierpiński-driehoeken

In de fractale meetkunde, een deelgebied van de wiskunde, betekent zelfgelijkvormigheid (ook zelfgelijkendheid) van een object dat dit object precies of bij benadering gelijkvormig is aan een deel van zichzelf (dat wil zeggen dat het geheel dezelfde vorm heeft als een of meer van de delen). Veel objecten in de echte wereld, zoals kustlijnen, zijn statistisch gezien zelfgelijkvormig: gedeelten van de kustlijn vertonen op verschillende schalen dezelfde statistische eigenschappen. Zelfgelijkvormigheid is een kenmerkende eigenschap van fractalen.
In de echte wereld is er uiteraard altijd een grens aan het verschijnsel: zo houdt de zelfgelijkvormigheid van kustlijnen op de schaal van enkele meters wel op, en bij de vertakkingen in de longen (een ander voorbeeld) houdt dit op als we op het niveau van afzonderlijke longblaasjes aankomen.

## Voetnoten
1. ↑  (en)  Benoît Mandelbrot, How Long Is the Coast of Britain? Statistical Self-Similarity and Fractional Dimension (Hoe lang is de kust van Groot-Brittannië? Statistische zelfgelijkendheid en fractale dimensie)